# Ana Padrão
Ana Paula Lopes Padrão (Lisboa, 4 de Julho de 1967) é uma actriz portuguesa, premiada nos Prémios Sophia e Globos de Ouro.

## Biografia
Ana Padrão nasceu no dia 4 de Julho de 1967, em Lisboa. Ainda bébé a familia muda-se para Angola, uma vez que o pai era militar e foi para lá em comissão de serviço, durante a Guerra Colonial. 
Regressada a Lisboa, em 1973, estuda no Conservatório Nacional, onde frequenta o Curso de Formação de Actores no Conservatório, que termina em 1988. 
A telenovela Passerelle marca a sua estreia na televisão. 

## Reconhecimento
Foi distinguida com vários prémios:
- Ganhou o prémio de Melhor Atriz de Elenco no Lauderdale International Film Festival, pelo seu papel no filme La Balsa de Piedra, de George Sluizer [2]

- Na edição de 2017, dos Globos de Ouro, foi distinguida com o de Melhor Atriz de Cinema, pelo seu papel no filme Jogo de Damas; pelo qual também será galardoada nos Prémios Sophia, com o Prémio de Melhor Atriz Principal [3][4]
- Em 2019, foi uma das vencedoras dos Prémios Autores, atribuído pela Sociedade Portuguesa de Autores, que a distinguiu-a com o Prémio de Melhor Atriz, pelo seu papel no filme Cabaret Maxime, de Bruno de Almeida [5]

## Teatro

### Como atriz
- Mãe Coragem e os seus Filhos (1986) - Novo Grupo / Teatro Aberto[6]
- Hannah e Martin (2009) - Novo Grupo / Teatro Aberto[6]

### Como encenadora
- Amor?![6][7]
- E Morreram Felizes Para Sempre

## Televisão
Integra o elenco de várias séries e telenovelas: 
| Ano         | Projeto                         | Papel                            | Notas                        | Canal |
| ----------- | ------------------------------- | -------------------------------- | ---------------------------- | ----- |
| 1988        | A Mala de Cartão                | Natália                          | Elenco Principal             | RTP1  |
| 1988 - 1989 | Passerelle                      | Catarina Cardoso                 | Elenco Principal             | RTP1  |
| 1990        | Histórias que o Diabo Gosta     | Ângela                           | Participação Especial        | RTP1  |
| 1997        | Ballet Rose                     | Genoveva                         | Protagonista                 | RTP1  |
| 1997        | Camilo & Filho Lda.             | Alexandra «Xana»                 | Elenco Adicional             | SIC   |
| 1998        | Médico de Família               | Dra. Sofia                       | Participação Especial        | SIC   |
| 1999        | Residencial Tejo                | Marta                            | Protagonista                 | SIC   |
| 1999        | Todo o Tempo do Mundo           | Isabel                           | Antagonista                  | TVI   |
| 2000        | Crianças SOS                    | Dra. Margarida                   | Protagonista                 | TVI   |
| 2000        | Amo-te Teresa                   | Teresa                           | Protagonista                 | SIC   |
| 2000        | Um Estranho em Casa             | Rosário                          | Protagonista                 | RTP1  |
| 2002        | Gente Feliz Com Lágrimas        | Marta                            | Protagonista                 | RTP1  |
| 2004        | Inspetor Max                    | Dina Andrade                     | Participação Especial        | TVI   |
| 2004        | Só Gosto de Ti                  | Helena                           | Protagonista                 | SIC   |
| 2004 - 2006 | O Jogo                          |                                  |                              | SIC   |
| 2004 - 2005 | Mistura Fina                    | Madalena Fraga                   | Co- Antagonista              | TVI   |
| 2005        | Diário de Sofia                 | Ana Carvalho                     | Elenco Principal             | RTP1  |
| 2006 - 2007 | Jura                            | Ana Leopoldina Teles             | Elenco Adicional             | SIC   |
| 2007        | Vingança                        | Condessa                         | Elenco Secundário            | SIC   |
| 2007 - 2008 | Resistirei                      | Luísa Paiva                      | Participação Especial        | SIC   |
| 2008 - 2009 | Podia Acabar o Mundo            | Luísa Morais                     | Elenco Principal             | SIC   |
| 2009        | A Vida Privada de Salazar       | Carolina Asseca                  | Elenco Principal             | SIC   |
| 2009        | Uma Aventura na Casa Assombrada | Leonor                           | Elenco Principal             | SIC   |
| 2009        | Pai à Força                     | Luísa                            | Participação Especial        | RTP1  |
| 2010 - 2011 | Espírito Indomável              | Beatriz Figueira                 | Co- Protagonista             | TVI   |
| 2011        | Cuidado com a Língua!           | Amiga                            | Elenco Adicional             | RTP1  |
| 2011        | A Família Mata                  | Natércia                         | Elenco Adicional             | SIC   |
| 2011        | Laços de Sangue                 | Helena                           | Elenco Adicional             | SIC   |
| 2011 - 2012 | Rosa Fogo                       | Amélie Sampaio                   | Elenco Principal             | SIC   |
| 2013        | Dancin' Days                    |                                  | Participação Especial        | SIC   |
| 2013        | Depois do Adeus                 | Teresa Castro                    | Elenco Principal             | RTP1  |
| 2013 - 2014 | Sol de Inverno                  | Helena «Lé» Vasconcelos          | Elenco Principal             | SIC   |
| 2015 - 2016 | Coração d'Ouro                  | Benedita Morgan Castro de Aguiar | Elenco Principal             | SIC   |
| 2016 - 2017 | Amor Maior                      | Laura Resende                    | Co- Protagonista             | SIC   |
| 2018 - 2019 | Vidas Opostas                   | Cecília Candal                   | Co- Protagonista             | SIC   |
| 2018        | Três Mulheres                   | Lucienne Abecassis               | Elenco Adicional             | RTP1  |
| 2020        | Prisão Domiciliária             | Lúcia                            | Participação Especial (OPTO) | SIC   |
| 2021        | Doce                            | Mãe de Lena d'Água               | Elenco Adicional             | RTP1  |
| 2021 - 2023 | Capitães do Açúcar              | Isabel Ramos                     | Elenco Principal             | RTP1  |
| 2022        | A Rainha e a Bastarda           | Irene                            | Elenco Adicional             | RTP1  |
| 2022 - 2023 | Praxx                           | Beatriz                          | (OPTO)                       | SIC   |
| 2024 - 2025 | A Promessa                      | Helena Pimenta Fontes Morais     | Antagonista                  | SIC   |

## Cinema
Entre a sua filmografia encontram-se: 
- Association de Malfaiteurs, de Claude Zidi, 1987
- Mar à Vista, de José Nascimento, 1989
- 1871, de Ken McMullen, 1990
- A Ilha, de Joaquim Leitão, 1990 - curta-metragem
- My Daughter's Keeper, de Heinrich Dahms, 1991
- Coitado do Jorge, de Jorge Silva Melo, 1993
- Det bli'r i Familien, de Susanne Bier, 1993
- O Fio do Horizonte, de Fernando Lopes, 1993
- Fado Majeur et Mineur, de Raoul Ruiz, 1994
- A Comédia de Deus, de João César Monteiro, 1995
- Cinco Dias, Cinco Noites, de José Fonseca e Costa, 1996
- A Tempestade da Terra, de Fernando D'Almeida Silva, 1997
- Amo-te Teresa, de Ricardo Espírito Santo e Cristina Boavida, 2000 - telefilme
- O Segredo, de Leandro Ferreira, 2001
- A Jangada de Pedra, de George Sluizer, 2002
- Os Imortais, de António-Pedro Vasconcelos, 2003
- Beijo, de Ana Margarida Cunha, 2003 - curta-metragem
- O Milagre Segundo Salomé, de Mário Barroso, 2004
- The Lovebirds, de Bruno de Almeida, 2007
- Call Girl, de António-Pedro Vasconcelos, 2007
- Um Amor de Perdição, de Mário Barroso, 2008
- Velocidade de Sedimentação, de António Escudeiro, 2008 - curta-metragem
- Amália O Filme, de Carlos Coelho da Silva, 2008
- Second Life, de Miguel Gaudêncio e Alexandre Valente, 2009
- Quando o Anjo e o Diabo Colaboram, de Paulo Soares, 2009 - curta-metragem
- A Esperança Está Onde Menos Se Espera, de Joaquim Leitão, 2009
- Os Sorrisos do Destino, de Fernando Lopes, 2009
- Uma Aventura na Casa Assombrada, de Carlos Coelho da Silva, 2009
- A Outra, de Claúdia Clemente, 2009 - curta-metragem
- Gigola, de Laure Charpentier, 2010
- Lá em Baixo, de Miguel Cravo e Vasco Rosa, 2011 - curta-metragem
- Dois Tempos, de Miguel Guimarães e Daniel P. Sousa, 2011 - curta-metragem
- Photo, de Carlos Saboga, 2012
- Operação Outono, de Bruno de Almeida, 2012
- The Lecture, de Bruno de Almeida, 2012 - curta-metragem
- Xico + Xana, de Francisco Morgado, 2012 - curta-metragem
- Lura, de Luís Brás, 2013
- Corrimão, de Carlos Barros Carvalho, 2015 - curta-metragem
- A Uma Hora Incerta, de Carlos Saboga, 2015
- Jogo de Damas, de Patrícia Sequeira, 2015- protagonista
- Campo de Víboras, de Cristèle Alves Meira, 2016 - curta-metragem
- Cabaret Maxime, de Michael Imperiou, 2018- protagonista
- Bem Bom, de Patrícia Sequeira, 2020